# Маркони, Рокко
Рокко Маркони (англ. Rocco Marconi, 1490 — около 13 мая 1529) — итальянский венецианский художник эпохи ренессанса, представитель венецианской школы живописи. На работах подписывался как Rochus Marchonus. Считается учеником Джованни Беллини, позже учился у Пальма Веккьо. Документальных упоминаний о художнике сохранилось мало. В частности первая датируется 1505 годом, когда Маркони выступал как свидетель. Известно, что он был дважды женат. Первую жену звали Себастьяна, вторую — Гаспарина. Был членом Венецианской Гильдии Святого Луки.

## Работы
- Христос и блудница (Галерея Академии, Венеция)
- Христос между Святыми Петром и Андреем (восточный трансепт собора Санти-Джованни э Паоло)